# Pala (Tsjaad)
Pala is een stad in het westen van Tsjaad en tevens de hoofdstad van de regio Mayo-Kebbi Ouest.

## Economie
De stad heeft de eerste goudmijn van het land, die in bezit is van het Zuid-Koreaanse bedrijf Afko. Er is ook een fabriek voor de verwerking van katoen van CotonTchad.

## Religie
Pala is sinds 1964 een katholiek bisdom.

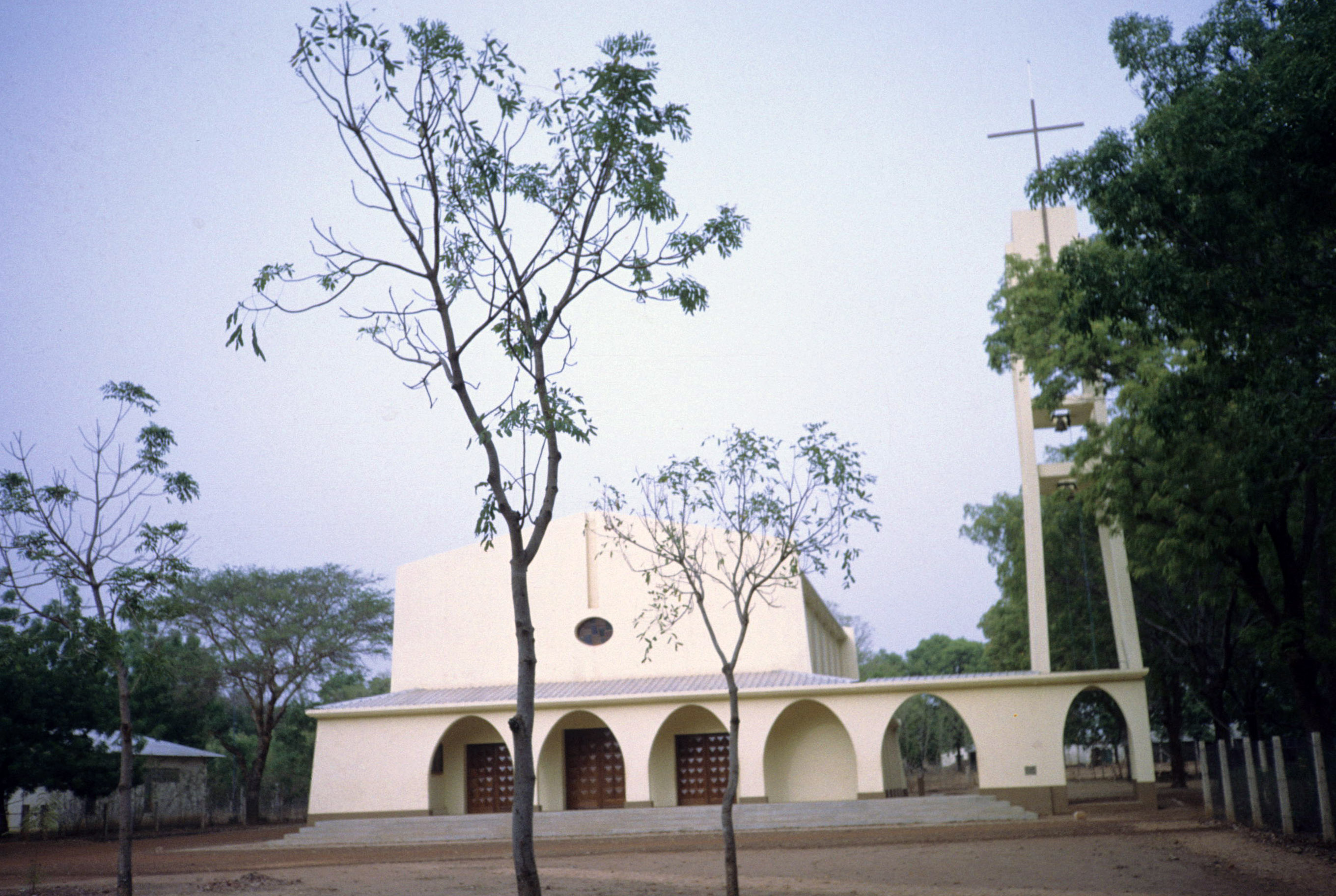
Kathedraal van Pala